# Eleonore Reuter
Eleonore Reuter (* 1961) ist eine deutsche römisch-katholische Theologin.

## Leben
Reuter studierte von 1980 bis 1986 römisch-katholische Theologie an der Rheinischen Friedrich-Wilhelms Universität Bonn. Dort promovierte sie 1992 mit einer Arbeit zum Deuteronomium. Von 2008 bis 2022 war sie als Professorin im kirchlichen Dienst für Exegese des Alten und Neuen Testaments an der Katholischen Hochschule Mainz tätig. Vom Sommersemester 2017 bis Sommersemester 2021 war sie Dekanin des Fachbereiches Praktische Theologie. Reuter war zwischen 2000 und 2019 Mitglied im Vorstand des Katholischen Bibelwerkes.

## Werke (Auswahl)
Als Autorin:
- Kultzentralisation. Entstehung und Theologie von Dtn 12. Hain, Frankfurt am Main 1993.

Als Herausgeberin:
- Die Welt mit anderen Augen sehen. Propheten und Prophetinnen. Katholisches Bibelwerk, Stuttgart 2006.
- Frauen-Körper. Katholisches Bibelwerk, Stuttgart 2007.
- Kinder- und Familiengottesdienste. Für alle Sonn- und Festtage. Lesejahr B. Katholisches Bibelwerk, Stuttgart 2008.
- Frauen- und Männerstrategien. Katholisches Bibelwerk, Stuttgart 2008.
- Frauen und Psalmen. Katholisches Bibelwerk, Stuttgart 2011.
- Coole Sprüche. Katholisches Bibelwerk, Stuttgart 2013.
- Mit-Mensch Tier. Katholisches Bibelwerk, Stuttgart 2015.
- Wunschlos glücklich. Wo das Glück gründet. Katholisches Bibelwerk, Stuttgart 2017.